# پاریتین
پاریتین (به انگلیسی: Parietin) با فرمول شیمیایی C16H12O5 یک ترکیب شیمیایی با شناسه پاب‌کم 10639 است. که جرم مولی آن 284.26348 g/mol می‌باشد. شکل ظاهری این ترکیب، زرد/نارنجی است.